# Ochromolopis pallida
Ochromolopis pallida is een vlinder uit de familie borstelmotten (Epermeniidae). De wetenschappelijke naam van deze soort is voor het eerst geldig gepubliceerd in 2004 door Gaedike.
De soort komt voor in tropisch Afrika.